# 리동운
리동운(1945년 7월 4일 ~ )은 조선민주주의인민공화국의 축구 선수이다. 1966년 FIFA 월드컵에 조선민주주의인민공화국 국가대표팀 선수로 출전하여 포르투갈과의 8강전에서 1골을 기록하였다.